# Iwaak
Iwaak (I-wak ), maleni filipinski narod uže pangasinske skupine naseljen u nekoliko sela na otoku Luzonu u Filipinima. Iwaaki nisu homogen narod. Žive raspršeno među drugim većim skupinama akulturirajući se u dominantnije grupe. Njihova sela nalaze se na planinskim obroncima u blizini potoka. Njihove četvrtaste kuće imaju drvenu konstrukciju a prekrivene su cogon-travom (Imperata cylindrica,) koja raste u Jugoistočnoj Aziji, Filipinima, Kini u Japanu. Zidovi kuća su drveni, pletenog bambusa ili rogožine. 
Poljodjelstvo je glavni izvor prihoda. Njihov poljoprivredni sustav varira od intenzivnog tipa sadnje riže do sistema posijeci-i-spali s korijenskim usjevima, prvenstveno taro i slatki krumpir. Taro je Iwakima osnovni prehrambeni proizvod, ali i veoma značajan za ritualne svrhe. 
Rukotvorine koje proizvode prodaju u gradovima Santa Fe i Nueva Vizcaya, a to su prvenstveno košare za nošenje na leđima, metle, plitki pladnjevi i tacne.
Populacija im iznosi 3261 (2000 WCD), većinom u selima Tojongan, Bakes, Lebeng, Domolpos, Bujasjas, Kayo-ko, Salaksak. Neki od njih žive i u Capintalanu u Nueva Eciji, ali oni govore samo jezikom kallahan.
Govore jezikom i-wak.